# João dos Santos Albasini
Pour les articles homonymes, voir Albasini.
João dos Santos Albasini, parfois surnommé Nwandzengele, né le 2 novembre 1876 au Mozambique portugais, dans l'actuel district de Magude au sud du pays, et mort le 16 août 1922 à Lourenço Marques (auj. Maputo), est un journaliste et un militant nationaliste, l'un des plus grands intellectuels mozambicains du début du XXe siècle. Il est le frère aîné de José Francisco Albasini, avec qui il partagea de nombreux engagements politiques et journalistiques.

## Biographie
Leur grand-père paternel est un Portugais qui fut consul au Transvaal, leur mère est issue d'une famille de dignitaires africains de Maxaquene. João fait ses études dans l'enseignement catholique, puis devient fonctionnaire, d'abord aux Postes, puis aux Chemins de fer.
En 1908 il est l'un des fondateurs du Grémio Africano de Lourenço Marques, un syndicat africain. Avec son frère José Francisco Albasini, il lance d'abord O Africano, l'organe de presse du Grémio, qu'il utilise pour combattre le racisme colonial et l'injustice sociale, notamment par la satire. Lorsque le journal est vendu en 1918, les deux frères lancent ensemble l'hebdomadaire O Brado Africano.
On lui reconnaît une parfaite maîtrise de la prose portugaise, une plume élégante et ironique. Il est décrit également comme un homme passionné, plein de contradictions, avec une personnalité d'une grande complexité.
En 1919 il contracte la tuberculose et se rend plusieurs fois à Lisbonne pour se faire soigner, mais meurt le 16 août 1922 à l'âge de 46 ans. Son frère prend la relève à la tête du journal.

## Œuvre
- O Livro da Dor: cartas de amor (1925, posthume)